# ジョン・サイモン
ジョン・サイモン（John Simon、1941年8月11日 - ）は、アメリカ合衆国の音楽プロデューサー。コンポーザー、シンガー、セッション・ミュージシャンなど様々な形で音楽作品を生み出している。

## 経歴・人物
コネチカット州ノーウォーク生まれ。
1966年4月、プロデュースしたザ・サークルの「レッド・ラバー・ボール」がビルボードHot 100の第2位を記録し名を上げる。ザ・バンドのファースト・アルバム、セカンド・アルバムをプロデュースしたことで知られる（主なプロデュース作品は後述）。
1968年公開の映画『You Are What You Eat』のために「My Name Is Jack」を作詞作曲してリード・ボーカルも務めた。同曲は同年にマンフレッド・マンにカバーされ、全英シングルチャート8位を記録した。日本でもムーンライダーズとピチカート・ファイヴにカバーされた。
1970年に発表した初のソロ・アルバム『ジョン・サイモンズ・アルバム』はウッドストック産の名作と言われている。

## 主なプロデュース作品
- ザ・サークル 「レッド・ラバー・ボール」（1966年4月）
- サイモン&ガーファンクル 「フェイキン・イット / 君の可愛い嘘」（1967年7月）[3]
- レナード・コーエン 『レナード・コーエンの唄』（1967年12月）
- マーシャル・マクルーハン 『メディア・イズ・ザ・マッサージ』（1967年）
- ブラッド・スウェット・アンド・ティアーズ 『子供は人類の父である』（1968年2月）
- ザ・バンド 『ミュージック・フロム・ビッグ・ピンク』（1968年7月）
- ビッグ・ブラザー・アンド・ザ・ホールディング・カンパニー [注釈 1]『チープ・スリル』（1968年8月）
- キャス・エリオット 『Dream a Little Dream』（1968年10月）[4]
- ザ・バンド 『ザ・バンド』（1969年9月）
- ボビー・チャールズ 『ボビー・チャールズ』（1972年）
- 佐野元春 and The Hobo King Band 『The Barn』（1997年）

## ソロ・アルバム
- ジョン・サイモンズ・アルバム - John Simon's Album （1970年）
- ジャーニー - Journey （1972年）
- アウト・オン・ザ・ストリート - Out On The Street （1992年）
- ミュージック・フロム・ハーモニー・ファーム - Harmony Farm （1995年）
- ホーム - Home （1998年）
- ホーギーランド - HOAGYLAND （2000年）
- The Best And Beyond （2000年）
- No Band （2005年）

他